# المد الهائل
المد الهائل (بالإنجليزية: The Incredible Tide)‏ رواية خيال علمي من نوع ما بعد النهاية كتبها ألكسندر كي في عام 1970 واستوحى منها المخرج هاياو ميازاكي فكرة مسلسل الأنمي الياباني «كونان فتى المستقبل» المعروف في الوطن العربي باسم «مغامرات عدنان ولينا».

## نظرة عامة
تحكي رواية المد الهائل قصة كونان الذي يعيش مع جده في جزيرة صغيرة تدمرت نتيجة الحرب العالمية الثالثة التي أنقلب من جراها محور الكرة الأرضية وغرقت القارات الخمسة في المحيط ولم يتبقى منها الا جزر صغيرة وأرخبيلات.وبعد موت جده يبقى كونان على قيد الحياة ولكنه يكتشف أن المجتمع الجديد مختلف اختلاف متباين عن العالم الذي عاش فيه آنفا. [هل المصدر موثوق به؟]

## خلفية القصة

### الغرب
كونان ولانا والمعلم هم من الناجون من الكارثة وهم من أرض تدعى الغرب أو العالم الغربي الذي لم يعش طويلا جراء الدمار الذي حل به من الحرب الضارية. كان العالم الغربي مسالما جدا.

### اتحاد السلام
برغم من أسباب الحرب الغير واضحة، ألا ان اتحاد السلام يشن حربا كبرى على الغربيون مستخدما قوة مدمرة لكي يدمروا عدوهم إلا ان الدمار لحق بهم أيضا لم تعش دولة اتحاد السلام طويلا ولكن بقايا صناعتهم عاشت في كل مكان.

### التغير
استخدام اتحاد السلام للأسلحة المغناطسية تسبب في تشوه وجه الكرة الأرضية، وحدثت زلزال ارضية وتغيرت هيئة اليابسة والبحر على حد سواء.غمرت فيضانات سواحل العالم. لذلك سميت الرواية بالمد الهائل.و لهذا نجدهم في الرواية يرمزون لما بعد الكارثة بالتتغير.

### ميناء الامان
شقوا اهالي الغرب الناجون من الكارثة طريقهم وشيدوا مدينة في جزيرة نائية باحثين عن طعم الحياة الوديعة ولكن بصورة متقشفة نابذيين كل ما يمت للرفاهية وتقنية بصلة.

## الشخصيات

### كونان
كونان كان يعيش في اروم وهي مدينة في الغرب، تبدأ احداث الرواية من عند كونان وعمره 17 سنة. يتسبب المد الهائل لكونان بحادث تحطمت الحومة التي كان على متنها وهو في طريقه لجزيرة التي سميت فيما بعد بميناء الامان، ما نجا من الحادثة سواه، استطاع أن يتخطى كل الحواجز
و ان يكافح من اجل ان يعيش لمدة خمسة سنوات. كبر كونان قوي البنية جراء المصاعب التي تلقها في حياته.

### لانا
وصف الكسندر كي لانا بأنها صغيرة غضة تشابه الطيور ولديها اصدقاء كثير من الطيور بما فيهم تيكي طائر النورس. يبدو أنها تمتلك قوة تخاطر مع الطيور تخاطبهم وتفهم ما يقولون لها. هي صديقة كونان الحميمة الذي لم تراه منذ حدوث الكارثة. ((ما زال)) هي امها وشان هو أبوها والمعلم هو جدها. لدى لانا خوف مستمر من المحيط منذ أن غمرت الأرض الفيضانات.

### المعلم
المعلم رجل نحيل ذو لحية بيضاء وشعر أبيض كثيف وهذا هو الدليل الذي ميزه كونان كعلامة على هذا الرجل هو جد لانا.فهو صاحب حكمة ولديه أيضا ميزة التخاطر، تبادل افكاره عن طريق التخاطر مع مازال ام لانا وكونان من مسافات بعيدة. أم اسمه الحقيقي فهو برياك رو، فهو دائم الاختباء من قادة النظام الجديد الذين يضربون في الأرض بحثا عنه ليجبروه على استخدام معرفته في التقنية التي استخدمت في العالم القديم.

### شان ومازال
هما والد لانا، وهما من قادة الميناء الأمان. ما زال ابنة المعلم التي تتواصل معه برسائل التخاطر. برغم من انها تخفق أحيانا في التواصل معه. فأما شان فيعمل طبيب.

### الدكتورة منسكي
باحثة تعمل في فرقة استكشاف لمصلحة النظام الجديد. ترسم الخرائط ومهمتها الأساسية البحث عن برياك رو، تضمر الدكتورة منسكي الكراهية لمن ينتمي لغرب لانهم قتلوا أبنها في أثناء الحرب. ولهذا السبب هي تبغض كونان أيضا.. كرست هذه الدكتورة حياتها كلها لتعمل من أجل النظام الجديد وحتى تضع شبابها وقوتها في المكان الصحيح.

### المأمور دايس
هو تاجر قادم من بلاد النظام الجديد، لكنه ليس فقط تاجر عادي; بل هو عميل استخباراتي لمصلحة النظام الجديد. اتى لميناء الأمان لكي ياخذ كل شيئا يمكن النظام الجديد من إعادة تصنيعه والاستفادة منه، أحبط حينما طلب اتفاقية تجارية من الطبيب شان غير أنه رفضها كليا.

### أرلو
مراهق متمرد يعيش في الميناء الامان يتخذ قرار بكسر قوانين ما زال، وشان، والمعلم، وشرع في جذب المراهقين والاطفال ليعملوا معه. أصبحت الثورة تصب في مصلحة الثورة..غدا ارولو لصا يسرق الأكل ويتعامل مع النظام الجديد حتى يحافظ على استقلاله.

## حبكة القصة
تتناول القصة خبرات كونان ولانا. أكتشاف سفينة النظام الجديد لجزيرة كونان المهجورة التي عاش فيها مدة خمسة سنوات منذ ان تحطمت به المروحية، واخذته حتى يصبح عاملا في المدينة الصناعية. وفي نفس الوقت. عقد والدا لانا صفقة مع المأمور دايس، لانا تريد من الاهالي ان يمدوا دايس بالخردة وسقط المتاع باسرع ما يمكن حتى يفقدوا الأمل في ايجاد برياك رو.
يبدو أن النظام الجديد يعيد احياء الحضارة غير ان النظام الجديد يسئ استخدام الحضارة بصورة سيئة. يجمعون في مبنى صناعي شبه عسكري أناس كثيرون بلا ثقافة ولا ضمير. وعدم أخبارهم ما هو مصيرهم. يوصمون جباههم بوصمة بانه مواطن ذو مهنة، هذا يعني أن عليه أن يرد الدين إبقائه على قيد الحياة ويفي لنظام الجديد الذي انقذه من براثن الحرب.

### تمرد كونان
يحنق كونان ويمسك بآلة الوصم وراح يوصم بها مسؤولون مهمين في بلاد النظام الجديد قبل أن يخضعوه بالقوة. أقروا عليه بالعمل تحت اشراف رجلا مخبول يدعى باتش (ذو الرقعة) يكتشف كونان ان باتش ما هو إلا المعلم جد لانا. منذ حدوث الكارثة وهو يختبأ في المدينة الصناعية، وهو المكان الوحيد الذي لن يخطر على بال اصحاب النظام الجديد حتى يبحثوا عنه فيه، يخفي المعلم هويته بتظاهر أنه مجنون وبانه رجل عجوز كسيح.

### عائلة لانا ودايس
تستمر لانا واهلها بالتعامل مع دايس ومتطلباته الكثيرة.. فهو يريد مخلفات الطائرات المتحطمة في الجزيرة وبعضا من جذور شجرة الساسفراس(وهي شجرة أمريكية من الفصيلة الغارية). أخبر المعلم ما زال أن لا يدعوا النظام الجديد يمتلك حطام الطائرات أو جذور الساسفراس (فأشجار لا تكفي لسكان ميناء الأمان). اكتشفت لانا ان رجال النظام الجديد يتعاملون مع أرولو الذي قاد تمرد مجندا من الأطفال والمراهقين تارك الميناء الامان ومهاجر نحو مكان ناء.

### هروب تاتش وانتشار المرض
ظل المعلم متخفي في شخصية باتش كمواطن عامل لمدينة الصناعية لسنوات مديدة، ولانه يفضل العيش في المدينة الصناعية، يصنع القوارب ولأن لا أحد في المدينة الصناعية يعرف صناعة القوارب، حيث لم تكن المدينة بالقرب من الساحل قبل حدوث الكارثة.و لكنه خطط للفرار. ولأن كونان موجود معه وضع الخطة في حيز الفعل.
انتشر المرض في أرجاء مدينة ميناء الأمان، والعلاج لمرض فقط بيد المامور دايس. اكتشفت لانا حينها أنه ليس فقط أرولو من يحاول الاستيلاء على الميناء الأمان بل ان دايس يحفزه على ذلك.
توصل المعلم بأن ثمة هزة أرضية ستحل بالمدينة الصناعية وستغرق ما تبقى من المدينة في اليم. لم يدعه ضميره الأنساني يذهب دون ابلاغ المجلس بحقيقة هويته وينذرهم من الخطر القادم لهم، غير انه اراد من كونان أن يصعد قارب وينتظره في مكان معين.
وفي أثناء ذلك، قضى الأطفال في الميناء الامان نحبهم بسبب المرض الفتاك، وافق ما زال وشان على ان يأخذ دايس الطائرات وفي المقابل يعطيهم العلاج الذي يحتاجونه، مع ان شان يعتقد ان هذه الاتفاقية ما هي الا بداية مساومة.
أنتظر كونان طويلا، ولكن المعلم يأتي. ادرك ان المعلم في ورطة، رجع لمدينة الصناعية وانقذه، وأبحروا نحو الميناء الأمان. راجين ان لا يجدهم جنود المدينة الصناعية الذين يتعقبون اثرهم. كانوا يبحرون في وسط معمعة العاصفة فهي الطريقة الوحيدة لهروب، ألا ان المعلم كان سيغرق في البحر. نجح كونان في جر الجنود إلى الجزيرة التي عاش فيها خمسة اعوام وبمعاونة المعلم استطع كونان ان يعيد أصلاح القارب استعداد لرحلة بحرية نحو ميناء الامان وعليهم ان يستحثوا خطاهم، لأنهم عرفوا ان الهزة الأرضية سوف تحدث فيضانات.وجدوا في طريقهم على الشاطئ الدكتورة دانسكي مرمية سقطت طائرتهم بسبب العاصفة الشديدة وهم يحاولون البحث عن برياك رو. لم يستطعوا تركها وحيدة والفيضان مقبلا لا محالة، وهي أيضا لا خيار له سوى ان ترافقهم، الا انه ما زالت لا تؤمن بوجود بتخاطر أو برياك رو أو حتى بوجود الاله.

### دايس الجشع
يأست لانا عندما رأت دايس يستخدم وسائل الاغراء لجذب أهالي الميناء الأمان ليشتروا من بضائعه مع انهم لا يحتاجون لها ألا انه مصمم على أغوائهم. كم تمنت لو انها ملكت المركبة، ولعرفت ماذا تصنع بها ولكن لا تتجرأ على الذهاب إلى هناك تخشى أن يظنها الاهالي تصادق على بضائع دايس حاولت أن تعرف ماذا تخبأ السفينة بعث بتكي طائر النورس ليحلق فوق السفينة ولكنه محاولتها لترى من خلال عينها فشلت. بدلا من ذلك صعدت أعلى قمة في الجزيرة وأخبرت تيكي بأن تبحث عن كونان وترده بسلام لميناء الامان.
أخبر المعلم الدكتورة منسكي عن دايس وكيف استغل قضية الطائرات والدواء ذو الخلايا القوية وكيف انها أوقفت المرض الذي أودى بحياة طفلا في مدينة الميناء الأمان، وكيف أن دايس حاول أن يفشي المرض في المكان.أعتقدت منسكي بأنه يختلق الاكاذيب، ولأانه لا تدري كيف ترد إليه المعلومات ولأنه عدو النظام الجديد الأول. بدأت تصدق بانه حقا برياك رو.
وصلت تيكي لسفينتهم، سد الضباب الرؤية أمامهم، ولم يتطيعوا ان يتبعوه لأنهم لا يعلموا أي اتجه يسير!!
علمت لانا ووالدها أن ارولو ودايس يخططان لاستيلاء على بيتهم وطردهم منه وأنهم سوف يقذفان بما زال وشان ويجعلان لانا قريبة منه.اجتمعوا على أن هذا الأمر لن يحل ألا بالقتال.أنذر المعلم ما زال عن المد الفيضان القادم، وقالت بدورها لديس بان يأخذ سفينته لبحر تحسبا لقدوم المد الهائل، لكنه لم يصدق حرفا واحدا مما قالت له. استأنفت لانا بأن تتخاطر مع تيكي وليساعده في أرشد كونان والمعلم لطريق مدينة الميناء الأمان، وبهذا استطاعت تحقيق النجاح.
بلغ كونان والمعلم والدكتورة منسكي مدينة ميناء الأمان بعد أن قاموا بجهد مضني. فيما حاول دايس وارولو ان يلقوا القبض على كونان والمعلم غير ان حاول أن يقاتل واخبرهم ان المد الهائل قادم وان يحتموا منه لم يصدقه لا دايس ولا ارولو.امسك ارولو بلانا. لما خرج له كونان متحديا إياه أطلق سراحها، وبكل سهولة استطاع كونان ان يهزمه ويرده خاسئا، خاف رفاقه من كونان. استغل كونان الموقف وراح يحث الناس على ان يصعدوا أعلى قمة في الجزيرة يحمل على ظهره ارولو المغشي عليه بينما المد الهائل قادم. وتنتهي القصة بأن عليهم ان يتعاونوا مع بعضهم دائما.

## المد الهائل في الأعلام

نامق، سميرة، عبسي، عدنان ولينا

أقتبس هاياو ميازاكي من الرواية قصة هذا المسلسل المسمى بمغامرات عدنان.